# Cephalotomandra
Cephalotomandra är ett släkte av underblomsväxter. Cephalotomandra ingår i familjen underblomsväxter.
Kladogram enligt Catalogue of Life:
| Cephalotomandra | \| \| Cephalotomandra fragrans \| \| \| \| \| \| Cephalotomandra panamensis \| \| \| \| |
|                 | \| \| Cephalotomandra fragrans \| \| \| \| \| \| Cephalotomandra panamensis \| \| \| \| |
|                 | Cephalotomandra fragrans                                                                |
|                 |                                                                                         |
|                 | Cephalotomandra panamensis                                                              |
|                 |                                                                                         |